# Vladislav Uzunov
Vladislav Uzunov (tiếng Bulgaria: Владислав Узунов; sinh 25 tháng 5 năm 1991) là một cầu thủ bóng đá Bulgaria thi đấu ở vị trí tiền vệ cho Slavia Sofia.

## Sự nghiệp
Ngày 23 tháng 6 năm 2017, Uzunov ký hợp đồng với Slavia Sofia.

## Thống kê câu lạc bộ
Tính đến 22 tháng 3 năm 2010
| Câu lạc bộ          | Mùa giải            | Giải vô địch | Giải vô địch | Cúp     | Cúp       | Tổng    | Tổng      |
| Câu lạc bộ          | Mùa giải            | Số trận      | Bàn thắng    | Số trận | Bàn thắng | Số trận | Bàn thắng |
| ------------------- | ------------------- | ------------ | ------------ | ------- | --------- | ------- | --------- |
| Loko Mezdra         | 2008–09             | 0            | 0            | 0       | 0         | 0       | 0         |
| Loko Mezdra         | 2009-10             | 1            | 0            | 1       | 0         | 2       | 0         |
| Sliven              | 2009-10             | 0            | 0            | 0       | 0         | 0       | 0         |
| Tổng cộng sự nghiệp | Tổng cộng sự nghiệp | 1            | 0            | 1       | 0         | 2       | 0         |